# 군산시 (1950년 선거구)
군산시는 대한민국의 옛 국회의원 선거구이다. 당시 전라북도 군산시 지역을 관할했다.

## 역사
1949년, 군산부가 군산시로 개칭되었다. 이에 제2대 국회의원 선거를 앞두고 군산부 선거구가 군산시 선거구로 개편되었다.
제6대 국회의원 선거를 앞두고 옥구군 선거구와 통합되면서 군산시·옥구군 선거구를 이루게 됨에 따라 폐지되었다.

## 역대 국회의원
| 선거   | 정당 | 정당       | 의원   |
| ------ | ---- | ---------- | ------ |
| 1950년 |      | 민주국민당 | 변광호 |
| 1954년 |      | 민주국민당 | 김판술 |
| 1958년 |      | 자유당     | 김원전 |
| 1960년 |      | 민주당     | 김판술 |

## 역대 선거 결과

### 대한민국 제2대 국회의원 선거
|  | 100.00% |

|  | 0% |

|  | 0% |

|  | 0% |

|  | 0% |

|  | 0% |

|  | 0% |

|  | 0% |

|  | 0% |

|  | 0% |

### 대한민국 제3대 국회의원 선거
|  | 47.57% |

|  | 31.95% |

|  | 16.06% |

|  | 4.40% |

|  | 0% |

### 대한민국 제4대 국회의원 선거
|  | 44.96% |

|  | 41.58% |

|  | 7.49% |

|  | 3.07% |

|  | 2.88% |

### 대한민국 제5대 국회의원 선거
|  | 72.70% |

|  | 27.29% |